# Калмиков Іван Павлович
Іван Павлович Калмиков (5 вересня 1890, Грозненський округ, Терська область — вересень 1920, Гірин, Китай) — російський військовий діяч, учасник Першої світової війни, сотник (1915), потім під'єсаул (1917). Уссурійського козачого полку, учасник Громадянської війни Далекому Сході за білих, військовий отаман Уссурійського козацького війська.

## Біографія

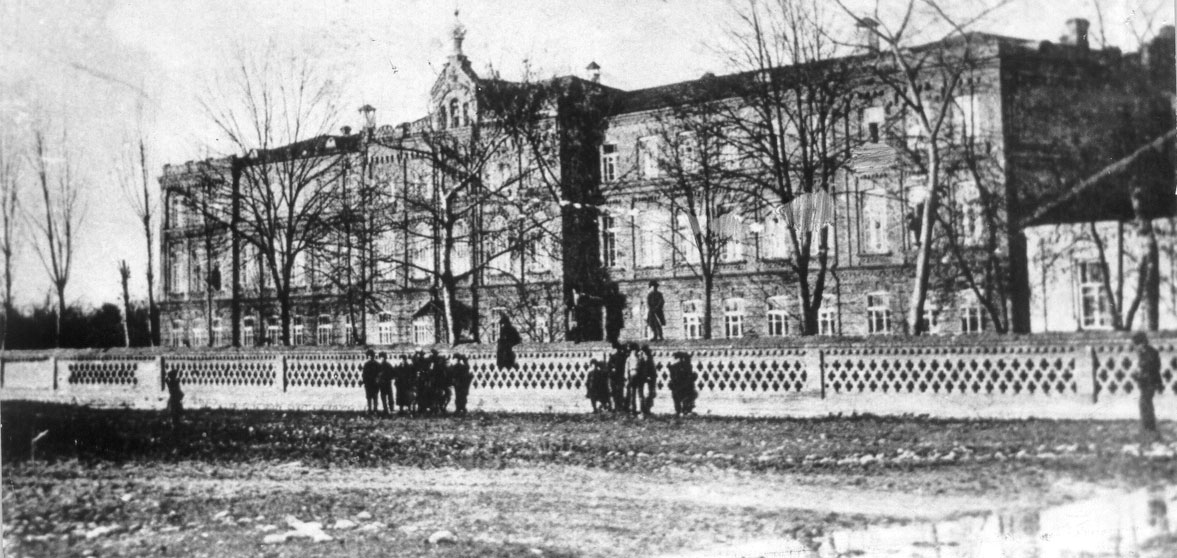
Будівля Олександрівської місіонерської духовної семінарії в Ардоні.

Іван Павлович Калмиков народився на Тереку, у станиці Грозненській, Терській області. Його батько — станичний торговець із Харкова. Мати Івана Калмикова — місцева терська козачка Калмикова.
Виховувався в Олександрівській місіонерській духовній семінарії у селищі Ардон Терської області (нині Північна Осетія), закінчив 4 класи.
8 вересня 1909 року в 19 років у напрямку від отамана станиці Грозненської та отамана Кізляро-Гребенського відділу вступив у службу до Тифліського юнкерського військового училища юнкером рядового звання. 7 листопада 1910 року зроблено в унтерофіцери.
Після закінчення Тифліського Великого князя Михайла Миколайовича військового училища по 1-му розряду, 6 серпня 1912 року здійснено підпоручики зі старшинством з 6 серпня 1911 року, в 3-й Сибірський саперний батальйон (с. Спаське, Приморської області). Молодший офіцер 2-ї Саперної роти, 30 жовтня 1913 року подав на ім'я командира 2-ї Саперної роти рапорт із проханням «клопотання про переведення його на користь служби до Уссурійського козачого дивізіону» як родового козака.
20 січня 1914 переведений в Уссурійський козачий дивізіон з перейменуванням у хорунжі.

### Перша світова війна

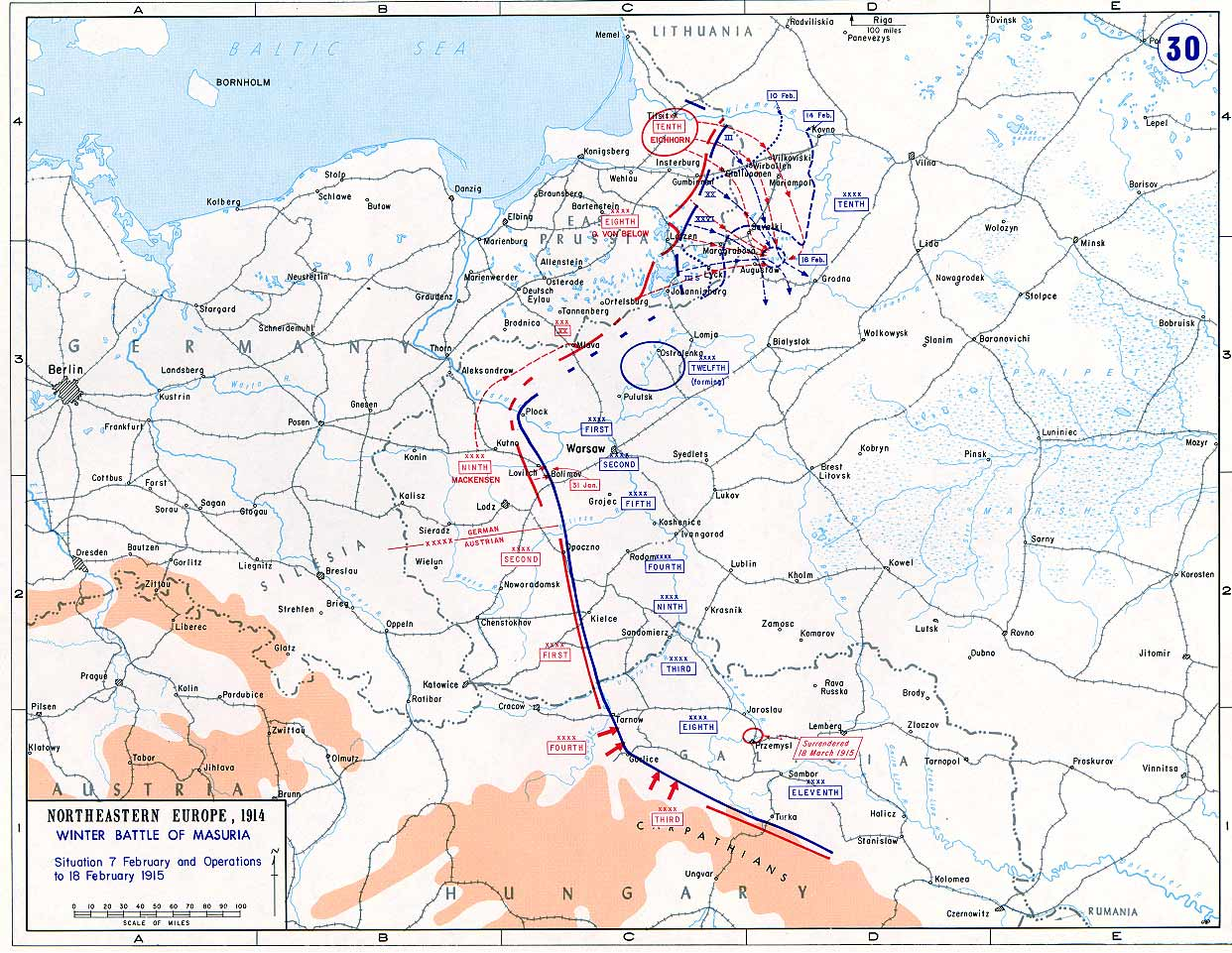
Східний фронт у лютому 1915 року

1 (14) серпня 1914 року Німецька імперія оголосила війну Російської імперії, почалася Перша світова війна. У жовтні 1914 року Уссурійський козачий полк відправлений на фронт, до складу Уссурійської кінної дивізії.
З початку листопада 1914 року бригада діяла у складі Північно-Західного фронту. У листопаді-грудні 1914 оперувала на північ від Варшави, в районі Цеханова та Млави.
У лютому 1915 року Уссурійська кінна бригада у складі 12-ї армії брала участь у боях під Праснишем, розташовуючись на захід від річки Оржиць.
Уссурійський полк відзначився при взятті буд. Нісковизна (пол. Niksowizna), у бою за переправу у д. Рудка Скрод (пол. Rudka-Skroda), а також у бою біля д. Портяги, де виручив 16-ту роту 39-го Сибірського стрілецького полку 4-го Сибірського армійського корпусу.
У травні 1915 року бригада спочатку оборонялася межі річки Нарев, потім діяла у західній Курляндії.
3 червня 1915 року в Ковенській губернії між Тельше і Тришки прорвалася в німецький тил і знищила на захід від Лукніки обозну колону 2-ї кавалерійської дивізії, після чого на південний захід атакувала колону 6-ї кавалерійської дивізії. Усе це значно порушило постачання і зв'язок німецьких військ.
У липні 1915 року Уссурійська кінна бригада у складі 5-ї армії брала участь у битві під Шавлі. З кінця травня до 2 липня входила до загону генерал-майора графа М. Н. Граббе, за сприяння 17-ї піхотної дивізії утримуючи позиції на правому березі нар. Венти від Окмян до залізниці Лібава — Мітава. Бригада виділялася вмінням вести бій у пішому строю, вважалася особливо стійким з'єднанням і використовувалася як рухливий резерв. Наприклад, у ніч на 2 липня здала позиції сусідам і здійснила 20-км фланговий марш на північ, у районі Поднек. Вдень 2 липня Уссурійська бригада (18 ескадронів і сотень при 10 гарматах) вела бій із німецькою 41-ю піхотною дивізією (12 батальйонів при 80 гарматах), затримавши її просування і час для підходу 13-ї Сибірської стрілецької дивізії. 3 липня бригада підпорядкована командиру 7-го Сибірського армійського корпусу генерал-лейтенанту Н. І. Сулімову, весь день вела бій з німецькою 6-ю кавалерійською дивізією у Альт Жвардена, а ввечері відійшла до Екендорфа для прикриття правого флангу вказаного корпусу. Ведучи бій із німецькою кавалерією, бригада надвечір 5 липня відійшла до Гофцумбергу (Терветі) і включена до кінного загону генерал-лейтенанта князя Г. І. Трубецького. 10 липня вела бій із кавалерійським корпусом Шметтова у Шукштани. У 1915 році вироблений у сотники.
З 6 серпня 1915 року начальник штатної кулеметної команди. 17 вересня 1915 року було поранено під ф. Зосино, повернувся до ладу.
За війну отримав чотири нагороди, у тому числі орден Св. Володимира IV ст. з мечами та бантом та Георгіївська зброя «за те, що, будучи в чині сотника, у бою 17 грудня 1916 року на гребені Пояна-Кіріяк, командуючи 2 1/2 сотнями та охороняючи правий фланг 12-ї Румунської піхотної дивізії, що відходила в долину річки. Солчія, утримав свою позицію і тим самим забезпечив відхід Румунської дивізії, незважаючи на неодноразові і завзяті атаки германців, які наполегливо прагнули збити козаків, щоб вийти в тил і оточити Румун» (Наказ армії та флоту від 2 жовтня 1917 року). З 1917 року під'єсаул Уссурійського козачого полку.

### Громадянська війна
Восени 1917 року повернувся до Примор'я. 3 жовтня 1917 року 3-м колом Уссурійського козачого війська призначено тимчасово виконуючим посаду військового отамана. 31 січня 1918 року на 4-му колі Уссурійського козачого війська обрано отаманом і зроблено в осавули. З 25 березня 1918 року командир Особливого козацького загону. Воював із більшовиками на Гродеківському фронті у Примор'ї. 5 вересня 1918 року на чолі Особливого Уссурійського козачого загону зайняв Хабаровськ. З 17 вересня 1918 року начальник гарнізону м. Хабаровська. З 29 вересня 1918 року голова військово-окружної ради. 22 жовтня 1918 року 5-й Надзвичайний велике військове коло Уссурійського козачого війська за відмінності у боях із більшовиками присвоїв йому чин генерал-майора і обрав його військовим отаманом Уссурійського козачого війська. У березні 1919 року нагороджений отаманом Г. М. Семеновим за бойові заслуги орденом Св. Георгія IV ст. зразка Особливого Маньчжурського загону. 17 червня 1919 року 7-м колом Уссурійського козачого війська знову обрано військовим отаманом. 29 червня 1919 року призначений начальником Окремої Уссурійської отамана Калмикова бригади, з 1 січня 1920 року Окремої зведеної Уссурійської отамана Калмикова дивізії, а з 12 лютого 1920 року Особливого Уссурійського отамана Калмикова. 2 вересня 1919 року одночасно призначений уповноваженим з охорони державного порядку та громадського спокою у Хабаровському та Іманському повітах Приморської області. 30 грудня 1919 року отаман Г. М. Семенов призначив його помічником на посаді Похідного отамана Далекосхідних козацьких військ, а 30 січня 1920 року — начальником Уссурійської групи військ та Хабаровського військового району. Калмиков та її люди робили незліченні вбивства, насильства і пограбування, мотивуючи їх боротьбою з більшовиками, що викликало обурення багатьох білогвардійців, починаючи з А. У. Колчака і закінчуючи деякими підлеглими самого Калмикова. 12 лютого 1920 року під час наступу червоних партизанів на Хабаровськ пішов із залишками своїх частин у Китай.

## Загибель
4 січня 1920 р. адмірал А. В. Колчак, напередодні свого арешту, тимчасово передав всю повноту військової та громадянської влади на Далекому Сході отаману Г. М. Семенову. У той самий час справжня влада належала генералу З. М. Розанову, що іменувався головним начальником Приамурського краю; у Хабаровську — І. П. Калмикову, а Благовіщенську — Амурському військовому отаману А. Д. Кузнєцову. С. М. Розанов був усунений від влади 31 січня 1920 р., після чого в Примор'ї виник Тимчасовий уряд Приморської обласної земської управи. Влада отамана Кузнєцова припинилася 4 лютого 1920 р., після чого Калмиков залишився віч-на-віч із «земцями», що рушили проти нього свої війська. Козачий загін, що знаходився під начальством отамана 13 лютого, залишив Хабаровськ і по льоду Уссурі перейшов на китайську територію. Незадовго до того Калмиков вилучив із Хабаровського відділення Держбанку 38 пудів золота, таємно передавши його японському командуванню.
Представники комуністичного табору та «земці» одностайно опротестували перебування калмиківців на китайській території. Під тиском Тимчасового уряду загін роззброєно 29 лютого 1920 р. на китайському березі Уссурі поблизу гирла Нора, навпроти станції Бікін. Офіцери і всі здорові бійці були переведені до Фугдіна, де 8 березня отамана було заарештовано китайською військовою владою разом з генерал-майором Н. М. Суходільським та капітаном I рангу В. В. Безуаром. Під конвоєм частину загону із заарештованими відправили до Лахасусу. Хворих козаків 12 березня передали з Лахасусу до Станиці Михайло-Семенівської.
Калмикову пред'явили звинувачення в присвоєнні 56 пудів золота, вбивстві представників Червоного Хреста — шведа Свена Хедблома і норвежця Олі Опауга — поблизу станції Прикордонна у вересні 1918 року, а також в обстрілі загону китайських канонерських човнів на Амурі в 1919 році заявив, що пояснення дасть або російському посланцю, або емісарам законного російського уряду, або міжнародної комісії, але не китайським військовим. 21 березня 1920 року генерал Суходольський помер, а Калмикова з Безуаром 16 квітня перевезли до міста Гірин, де розмістили у будівлі жандармського управління. Там були прийняті на зберігання Георгіївська шашка та револьвер отамана, на решті яких китайські військові не наполягали. Спочатку ув'язнені утримувалися в умовах повної ізоляції, але 30 квітня з ними зустрівся японський військовий радник. Після розмови радника з генералом Бао Гуйцином Калмиков отримав можливість зустрічатися із російським консулом У. А. Братцова. Російські дипломати клопотали про звільнення заарештованих, але китайці заявили, що отаман звинувачується у нападі на китайські військові кораблі та у перетині китайського кордону зі зброєю в руках. Тимчасовий уряд вимагав відправки Калмикова до Владивостока як кримінального злочинця.
За вказівкою посланця в Пекіні князя Н. А. Кудашева Братцов наприкінці травня 1920 року вимагав полегшення становища Калмикова, після чого китайці дозволили отаману 1-2 рази на тиждень відвідувати російське консульство. Під час цих візитів було розроблено план втечі, здійснений 13 липня. Отаман сховався в одній із будівель на території консульства. Хоча алібі консульських працівників було підготовлено заздалегідь, китайська влада відкинула їх пояснення та розмістила солдатів на території установи. У цій ситуації М. М. А. Кудашев направив до Гірина генконсула в Мукдені С. А. Дзвонів.
25 серпня китайські солдати виявили притулок Калмикова. На запит російського посланника влада Гірина відповіла, що отамана буде відправлено до Пекіна, а звідти — до Владивостока. Японці відмовилися брати участь у долі Калмикова. На початку вересня 1920 року отаман у супроводі конвою залишив Гірин і в містечку Калачі (Ілляші) за 10 миль від міста знову намагався втекти, поранив китайського офіцера, після чого був застрелений конвоїрами.

## Нагороди
- Орден Святої Анни III ступеня з мечами та бантом (ВП 27.05.1915)
- Орден Святої Анни IV ступеня з написом «За хоробрість» (ВП 8.09.1915)
- Орден Святого Станіслава[ru] III ступеня з мечами та бантом (ВП 20.09.1915)
- Орден Святого Станіслава[ru] II ступеня з мечами (ВП 7.11.1916)
- Орден Святого Володимира IV ступеня з мечами та бантом (ВП 8.11.1916)
- Георгіївська зброя (ПАФ 2.10.1917)